# Post nostalgia
Post nostalgia è il primo album in studio della cantautrice italiana Chiamamifaro, pubblicato il 17 giugno 2022 dalle etichette Columbia Records, Nigiri e Sony Music.

## Descrizione
Il progetto discografico si compone di dieci tracce, scritte dalla stessa Chiamamifaro con la collaborazione di autori e produttori, tra cui Federica Ferracuti, in arte Hu, Lorenzo Vizzini, Giorgio Pesenti, in arte Okgiorgio, Marco Paganelli, in arte Paga, Pierfrancesco Pasini, Riccardo Zanotti e Simone Sproccati.

## Promozione

### Singoli
Il primo singolo estratto dall'album, Addio sul serio, è stato pubblicato 10 dicembre 2021.
Il 22 febbraio 2022 è stato reso disponibile Pioggia di CBD come secondo singolo estratto dall'album.
Il 3 giugno 2022 è uscito Sottacqua come terzo singolo estratto dall'album insieme ai Rovere.

### Tour
Per promuovere il disco, la cantautrice è stata impegnata con un tour che l'ha vista esibirsi in diversi club e festival musicali italiani.

## Tracce
1. Metaverso – 3:05 (testo: Angelica Cristina Gori, Alessandro Belotti, Fabio Pizzoli – musica: Angelica Cristina Gori, Alessandro Belotti, Alessandro Gemelli, Fabio Pizzoli, Simone Sproccati)
2. Addio sul serio – 3:24 (testo: Angelica Cristina Gori, Alessandro Belotti, Riccardo Zanotti – musica: Angelica Cristina Gori, Alessandro Belotti, Marco Paganelli, Riccardo Zanotti)
3. Paradossi – 3:03 (testo: Angelica Cristina Gori, Alessandro Belotti – musica: Angelica Cristina Gori, Giorgio Pesenti, Pierfrancesco Pasini)
4. Pioggia di CBD – 3:10 (testo: Angelica Cristina Gori, Alessandro Belotti, Riccardo Zanotti – musica: Angelica Cristina Gori, Alessandro Belotti, Marco Paganelli, Riccardo Zanotti)
5. Sottacqua (con i Rovere) – 3:21 (testo: Angelica Cristina Gori, Alessandro Belotti, Lorenzo Vizzini Bisaccia – musica: Lorenzo Vizzini Bisaccia, Marco Paganelli)
6. Marianna – 3:21 (testo: Angelica Cristina Gori, Alessandro Belotti, Lorenzo Vizzini Bisaccia – musica: Angelica Cristina Gori, Marco Paganelli, Lorenzo Vizzini Bisaccia)
7. Terremoto – 3:30 (testo: Angelica Cristina Gori, Alessandro Belotti, Ginevra Scognamiglio – musica: Angelica Cristina Gori, Alessandro Belotti, Ginevra Scognamiglio, Marco Paganelli)
8. Post nostalgia – 3:21 (testo: Angelica Cristina Gori, Alessandro Belotti – musica: Angelica Cristina Gori, Federica Ferracuti, Marco Paganelli)
9. VHS – 3:00 (testo: Angelica Cristina Gori, Alessandro Belotti, Lorenzo Vizzini Bisaccia – musica: Angelica Cristina Gori, Lorenzo Vizzini Bisaccia, Marco Paganelli)
10. Diventare grandi – 3:49 (testo: Angelica Cristina Gori, Alessandro Belotti, Riccardo Zanotti – musica: Marco Paganelli, Riccardo Zanotti)